# Haberer & Company
Haberer & Company war ein US-amerikanischer Hersteller von Kutschen, Automobilen und Karosserien.

## Unternehmensgeschichte
Der deutschstämmige Jacob Haberer gründete das Unternehmen in den 1880er Jahren in Cincinnati in Ohio. Eine andere Quelle gibt exakt 1884 an. Zunächst stellte er Kutschen her. 1910 begann die Produktion von Automobilen. Der Markenname lautete Cino. Im Mai 1913 endete die Pkw-Produktion, nachdem das Hochwasser des Ohio River die Fabrik überschwemmt hatte. 1916 sorgte ein Feuer erneut für Schäden in der Fabrik. Karosserien entstanden noch bis 1932.

## Fahrzeuge
1910 gab es nur das Model A. Ein Vierzylindermotor mit 40 PS Leistung trieb die Fahrzeuge an. Der Radstand betrug 284 cm. Als Aufbauten sind ein Pony Tonneau Touring genannter Tourenwagen und ein Roadster überliefert. 1911 wurde dieses Modell 40 HP genannt. Der Motor blieb unverändert. Der Radstand wurde geringfügig auf 287 cm verlängert. Genannt sind Fore-Door Tourenwagen, Tourenwagen, Semi-Racer Runabout und Toy Tonneau.
1912 wurde die Motorenpalette erweitert, dafür die Anzahl der Aufbauten reduziert. Der 50 HP hatte einen Vierzylindermotor mit 50 PS Leistung. Sein Fahrgestell hatte 297 cm Radstand. Der offene Tourenwagen bot Platz für fünf Personen. Der 60 HP hatte einen Sechszylindermotor, der 60 PS leistete. Der Radstand maß 330 cm. Der Tourenwagen hatte sieben Sitze. 1913 wurde das kleinere Modell in Model 450-A Silent Cino umbenannt. Der Radstand betrug nun 305 cm. Zum bekannten Tourenwagen kam ein zweisitziger Roadster.  Das größere Modell hieß nun Model 660-A. Auf 335 cm Radstand gab es neben dem bisherigen Tourenwagen ebenfalls einen zweisitzigen Roadster.

## Modellübersicht
| Jahr | Modell                  | Zylinder | Leistung (PS) | Radstand (cm) | Aufbau                                                               |
| ---- | ----------------------- | -------- | ------------- | ------------- | -------------------------------------------------------------------- |
| 1910 | Model A                 | 4        | 40            | 284           | Pony Tonneau Tourenwagen, Roadster                                   |
| 1911 | 40 HP                   | 4        | 40            | 287           | Fore-Door Tourenwagen, Tourenwagen, Semi-Racer Runabout, Toy Tonneau |
| 1912 | 50 HP                   | 4        | 50            | 297           | Tourenwagen 5-sitzig                                                 |
| 1912 | 60 HP                   | 6        | 60            | 330           | Tourenwagen 7-sitzig                                                 |
| 1913 | Model 450-A Silent Cino | 4        | 50            | 305           | Tourenwagen 5-sitzig, Roadster 2-sitzig                              |
| 1913 | Model 660-A             | 6        | 60            | 335           | Tourenwagen 7-sitzig, Roadster 2-sitzig                              |